# Steve Vasturia
Stephen Paul "Steve" Vasturia, (nacido el 10 de febrero de 1995 en Filadelfia, Pensilvania) apodado "The Wizard", es un exjugador de baloncesto de nacionalidad estadounidense. Con 1,96 de estatura, jugaba en las posición de escolta.

## Trayectoria deportiva

### Universidad
Jugó cuatro temporadas con los Fighting Irish de la Universidad de Notre Dame, en las que promedió 10,2 puntos, 3,0 rebotes y 2,4 asistencias por partido.

### Profesional
En 2018 aterrizó en Europa para reforzar al Alba de Berlín en el mercado de invierno. El joven jugador llegó al Alba de Berlín, un equipo que la temporada  2017-18 jugó la Eurocup, en busca de minutos en Europa y dejó buenas sensaciones en la liga. El escolta consiguió firmar unos números bastante interesantes, con 8 puntos por partido, 2 rebotes y 4 asistencias. Y, un dato muy curioso para los amantes de las estadísticas, fue el mejor jugador en el apartado de más/menos, con +25.
En agosto de 2018 firmó por el Chocolates Trapa Palencia de LEB Oro. Con 24 años firmó 15.9 puntos y 5.4 rebotes en el conjunto palentino, siendo un jugador destacado de la LEB Oro.
En julio de 2019, regresa a Alemania para jugar en las filas del SC Rasta Vechta de la Basketball Bundesliga.
En julio de 2020, se compromete con el Žalgiris Kaunas de la LKL.
El 10 de agosto de 2021, firma por el Beşiktaş de la Basketbol Süper Ligi, pero no llegó a debutar con el equipo.